# Antonio Martins de Oliveira
Antonio Martins de Oliveira (Niterói, 29 de abril de 1937 — Niterói, 22 de maio de 2013), mais conhecido como Antoninho, foi um futebolista brasileiro que atuava como atacante.

## Carreira
Antoninho começou a carreira no futebol pelo America, clube pelo qual foi campeão estadual em 1960, participando de quase todas as partidas da campanha vitoriosa. Foi o artilheiro do time na competição, anotando nove gols.
Em 1963, foi contratado pelo Botafogo juntamente com o goleiro Ernâni. Pelo alvinegro, disputou a Copa Libertadores, marcando um gol na vitória contra o Millonarios, da Colômbia. Em 1964, foi contratado pelo Bonsucesso.
Em 1968, teve seu contrato registrado pela federação junto à Portuguesa-RJ, equipe pela qual se aposentou.

## Títulos
America
- Campeonato Carioca: 1960